# Prattsville (CDP, New York)
Pour les articles homonymes, voir Prattsville.
Prattsville est une census-designated place du comté de Greene, dans l'État de New York, aux États-Unis,. En 2020, elle compte une population de 355 habitants.